# At Heel Diamonds
Albums de Wink
Moonlight Serenade
(1988) Especially for You ~Yasashisa ni Tsutsumarete~
(1989)
Singles
1. Ai ga Tomaranai ~Turn It Into Love~
Sortie : 1988

At Heel Diamonds est l'unique mini-album du duo japonais Wink, sorti en 1988.

## Présentation
Le disque sort le 1er décembre 1988 au Japon sous le label Polystar, cinq mois après le premier album du groupe, Moonlight Serenade. Il atteint la 6e place de l'Oricon.
Ce mini-album spécial contient six titres : cinq reprises (dont deux versions remixées) et une seule chanson originale. Les quatre premières chansons sont des reprises de titres récents du trio d'auteurs britanniques "Stock Aitken Waterman" (Mike Stock, Matt Aitken et Pete Waterman), adaptés en japonais :
Ai ga Tomaranai ~Turn It Into Love~ est une reprise de la chanson Turn It Into Love de Kylie Minogue sortie en single dans l'année. Cette version japonaise était déjà parue en single deux mois auparavant, classé no 1 à l'oricon, et sera à son tour reprise par de nombreux artistes dont Puffy AmiYumi, Yuki Koyanagi, Dream... ; une autre version remixée figure aussi sur le mini-album. Love In The First Degree (...) est une reprise de la chanson de Bananarama sortie en single en 1987, et Cross My Broken Heart (...) est une reprise de celle de Sinitta sortie en single dans l'année.
En plus de la version remixée de Ai ga Tomaranai ~Turn It Into Love~, figure aussi sur le disque une version remixée de la chanson-titre du premier single de Wink, Sugar Baby Love, une reprise de la chanson homonyme de The Rubettes sortie en single en 1974. La dernière chanson, le titre original Fuyu no Photograph, est interprétée en solo par Shoko Aida.

## Liste des titres
| 1. | Ai ga Tomaranai ~Turn It Into Love~ (愛が止まらない...)                   | Stock Aitken Waterman / Motoki Funayama      | 3:28 |
| 2. | Love In The First Degree ~Warui Anata~ (... 悪いあなた)                   | Stock Aitken Waterman / Kei Wakakusa         | 4:01 |
| 3. | Cross My Broken Heart ~Yasashii Kei wo Odoritai~ (... 優しい頃を踊りたい) | Stock Aitken Waterman / Kei Wakakusa         | 3:53 |
| 4. | Ai ga Tomaranai ~Turn It Into Love~ (Remix Version) (愛が止まらない...)   | Stock Aitken Waterman / Motoki Funayama      | 5:01 |
| 5. | Sugar Baby Love (Remix Version)                                           | W. Bickerston / T. Waddington / Shiro Sagisu | 4:31 |
| 6. | Fuyu no Photograph (冬のフォトグラフ)                                     | Yukinojo Mori / Yasuhiro Kido / Kei Wakakusa | 4:57 |